# Michael Novak
Michael Novak (Zagreb, 25. srpnja 1988.) hrvatski je profesionalni hokejaš na ledu. Igra na poziciji lijevog krila. Bio je član hrvatskog KHL Medveščaka u EBEL-u.

## Karijera
Igrao je za hrvatsku reprezentaciju do osamnaest godina u kojoj je debitirao u sezoni 2005./06., dok je nastupom na SP-u Divizije I u Japanu 2008. debitirao za hrvatsku seniorsku reprezentaciju. Kroz mlađe kategorije igrao je u austrijskom Feldkirchu, te švicarskom Rapperswilu. Sezonu 2008./09. pak proveo u klubovima NLB lige La Chaux-de-Fonds, Basel i Ajoie, u kojima je odigrao 38 utakmica i upisao 18 bodova. U slaganju momčadi za novu 2009./10. sezonu Novak je potpisao za Medveščak. Novak je tako po prvi puta u karijeri zaigrao za neki hrvatski klub.

## Statistika karijere
Bilješka: OU = odigrane utakmice, G = gol, A = asistencija, Bod = bodovi, +/- = plus/minus, KM = kaznene minute, GV = gol s igračem više, GM = gol s igračem manje, GO = gol odluke
| 2009./10. | KHL Medveščak | EBEL | 25 | 0 | 5 | 5 | -1 | 4 | 0 | 0 | 0 |  |  |  |  |  |  |  |  |  |

## Vanjske poveznice
- Profil na Internet Hockey Database